# Espírito Santo (Mértola)
Espírito Santo ist ein Ort und eine Gemeinde freguesia im Baixo Alentejo in Portugal im Bezirk von Mértola, mit einer Fläche von 135,9 km² und 329 Einwohnern (Stand 19. April 2021). Dies entspricht einer Bevölkerungsdichte von 2,4 Einw./km².

## Weblinks

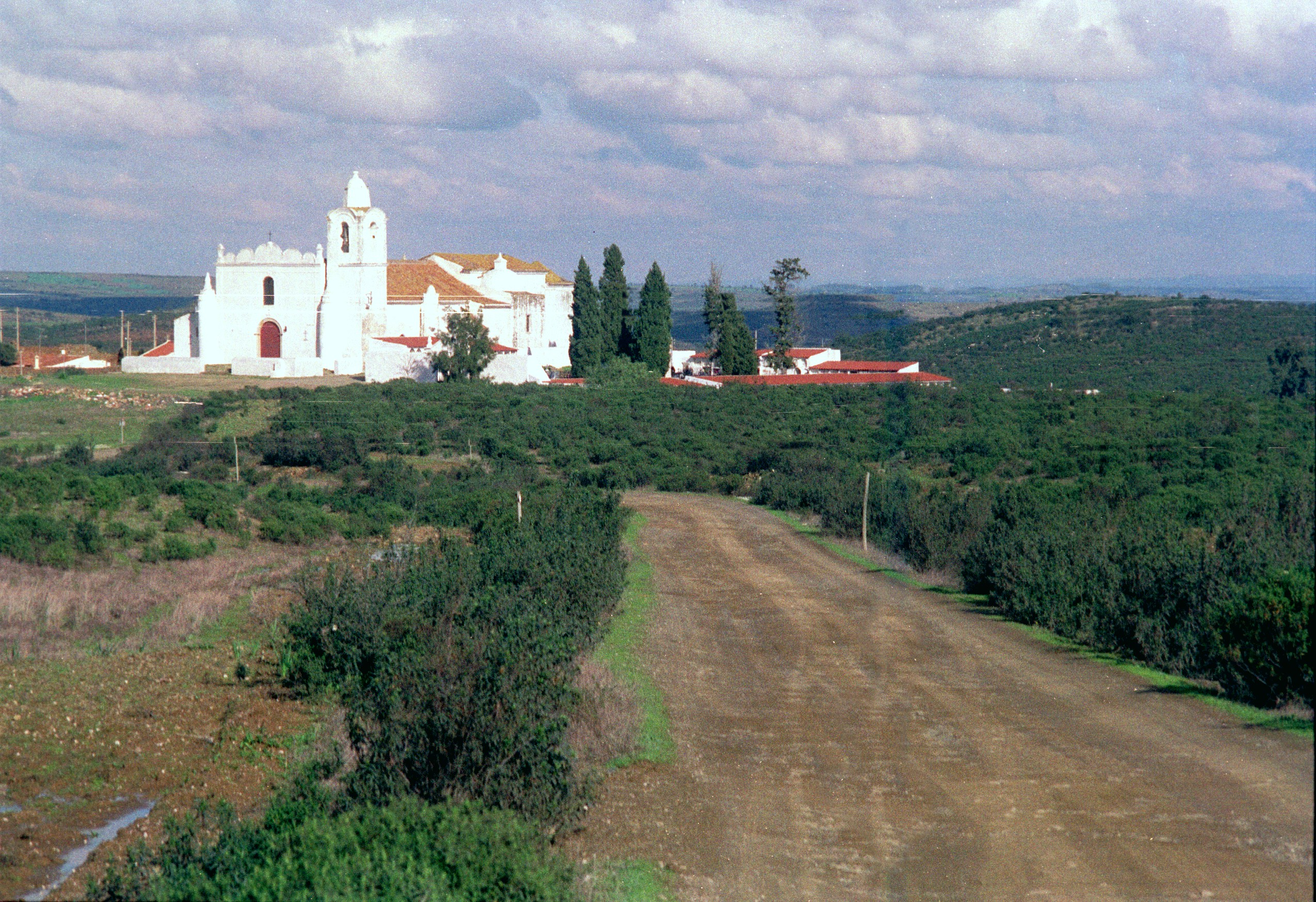
Die Dorfkirche